# 黑體鱧
黑體鱧為輻鰭魚綱鱸形目鱧科的其中一種，分布於亞洲湄公河、印尼、菲律賓的淡水流域，本魚體背藍色或綠色，腹部淡黃色或紅棕色，在嘴角後面的一個不明顯的斑點，胸鰭大約與頭部眼睛後面一樣長。在頭頂上具大的鱗片，背鰭延伸超過頂端肛門，幼魚有一個紅色的側面條紋從吻尖到尾部。背鰭軟條37-41枚;臀鰭軟條21-25枚，體長可達30公分，棲息在靜止水域，屬肉食性，以魚類為食，可作為食用魚。

## 擴展閱讀
維基物種上的相關：黑體鱧